# Harold Buchanan McGiverin
Pour les articles homonymes, voir McGiverin.
Harold Buchanan McGiverin (4 août 1870-4 février 1931) est un homme politique canadien de l'Ontario. Il est député fédéral libéral de la circonscription ontarienne de Cité d'Ottawa de 1908 à 1911 et de 1921 à 1925. Il est ministre dans le cabinet du premier ministre Mackenzie King.

## Biographie
Né à Hamilton en Ontario, McGiverin étudie au Upper Canada College et à la Osgoode Hall Law School. Nommé au barreau de l'Ontario en 1893, il pratique le droit à Ottawa. Entretemps, il est également président de la Crow's Nest Pass Coal Company.
Élu dans Cité d'Ottawa en 1908, il est défait en 1911 et en 1917. Parvenant à reprendre son siège à la Chambre des communes du Canada en 1921, il est ministre sans portefeuille de 1924 à 1925. Il ne se représente pas lors de l'élection de 1925.
McGiverin est également impliqué dans le domaine sportif entre autres en dirigeant l'équipe de cricket locale et en jouant pour l'équipe anglaise de St Neots Cricket Club. Après sa retraite à titre de joueur, il est président de l'Association canadienne de cricket. En 1908, il est membre du comité olympique canadien. McGiverin est plus tard capitaine et président des Rough Riders d'Ottawa.